# 卢尔语
卢尔语（لوری）是西亚卢尔人所说的语言，属于印欧语系印度伊朗语族西伊朗语支。卢尔方言源自中古波斯语，使用人数在400到500万人左右，现今大部分位于伊朗境内。